# Urobotrya siamensis
Urobotrya siamensis är en tvåhjärtbladig växtart som beskrevs av Hiepko. Urobotrya siamensis ingår i släktet Urobotrya och familjen Opiliaceae. Inga underarter finns listade i Catalogue of Life.